# Nordringschule
Die Nordringschule ist eine Förderschule in Landau in der Pfalz, einer kreisfreien Stadt in Rheinland-Pfalz.

## Lage
Die Schule befindet sich an der Straßenecke, an der der Westring in den Nordring mündet; ersterer ist mit der Kreisstraße 4 identisch.

## Gebäude
Der dreigeschossige Monumentalbau wurde 1901 nach Entwürfen des Architekten Arndt Hartung erbaut und steht unter Denkmalschutz. Er diente ursprünglich der Harr‘schen Handelsschule. Von 1972 bis 1977 war die Realschule Landau im Gebäude untergebracht.